# Архиепархия Каписа
Архиепархия Каписа (лат. Archidioecesis Capicensis) — архиепархия Римско-Католической церкви с центром в городе Рохас, Филиппины. Архиепархия Каписа распространяет свою юрисдикцию на провинцию Капис. В митрополию Каписа входят епархии Калибо и Ромблона. Кафедральным собором архиепархии Каписа является церковь Непорочного Зачатия Пресвятой Девы Марии в городе Рохас.

## История
27 января 1951 года Римский папа Пий XII издал буллу Ex supremi apostolatus, которой учредил епархию Каписа, выделив её из епархии Харо (сегодня — Архиепархия Харо). В этот же день епархия Каписа вошла в митрополию Себу.
29 июня 1951 года епархия Каписа вошла в митрополию Харо.
19 декабря 1974 года епархия Каписа передала часть своей территории для возведения новой епархии Ромблона.
17 января 1976 года епархия Каписа передала часть своей территории для новой епархии Калибо. В этот же день Римский папа Павел VI издал буллу Nimium patens, которой возвёл епархию Каписа в ранг архиепархии.

## Ординарии архиепархии
- епископ Manuel Yap (13.02.1951 — 5.03.1952 — назначен епископом Баколода);
- архиепископ Antonio Frondosa (5.03.1952 — 18.06.1986);
- архиепископ Onesimo Cádiz Gordoncillo (18.06.1986 — 9.11.2011);
- кардинал Хосе Фуэрте Адвинкула (9.11.2011 — 25.03.2021 — назначен архиепископом Манилы).

## Источник
- Annuario Pontificio, Ватикан, 2007
- Булла Ex supremi apostolatus Архивная копия от 3 марта 2016 на Wayback Machine, AAS 43 (1951), стр. 264  (лат.)
- Булла Nimium patens Архивная копия от 27 марта 2010 на Wayback Machine, AAS 68 (1976), стр. 165  (лат.)